# Ablabesmyia sulphurea
Ablabesmyia sulphurea es una especie de insecto díptero del género Ablabesmyia, familia Chironomidae.

Fue descrito por primera vez en 1942 por Goetghebuer. 

## Distribución
Se distribuye por Bélgica.